# Dazon 1100
Le  buggy Dazon 1100 est un engin de loisirs fabriqué en Chine depuis l'année 2005[Par qui ?].

Modèle le plus puissant de la gamme, il est équipé d'un moteur 1 100 cm3 d'origine Maruti (constructeur indien sous licence Suzuki).

Engin tout-terrain particulièrement ludique aux possibilités de franchissement assez remarquables pour un deux roues motrices.

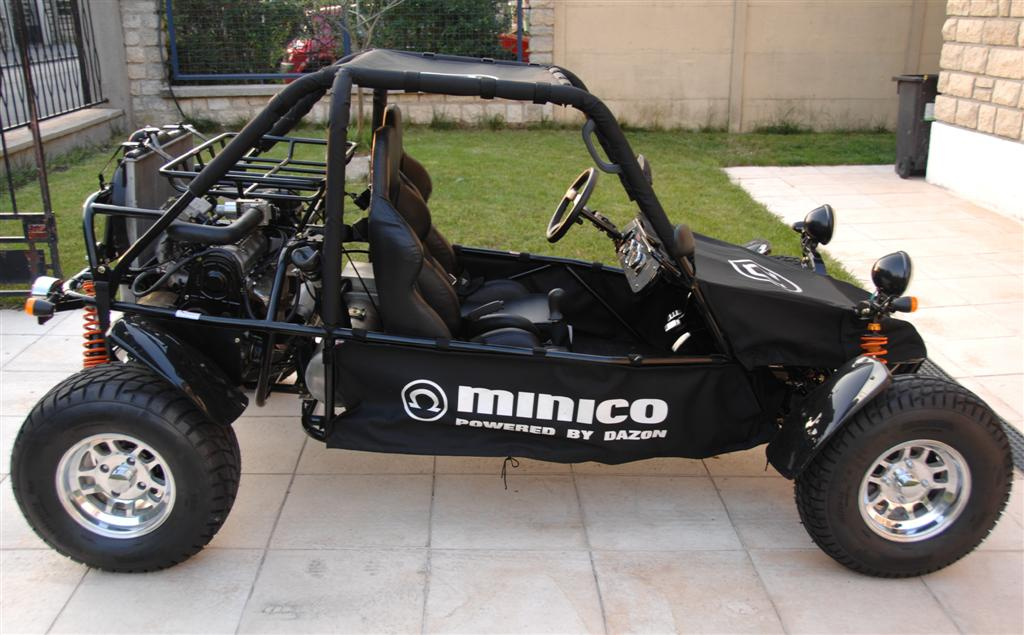
Buggy Dazon RE-1100D

## Caractéristiques du modèle commercialisé en Europe[1]
- Marque : Dazon
- Type : RE-1100D
- Nom Commercial : Buggy 1100
- Constructeur : PMI SHANGAI COMPANY - 666 Kangqiao West Road - Pudong Shangai 201315 - P.R. Chine
- Réception CE (CG id K): n° e4*2002/24*1103*00 du 30 mai 2006
- Empattement : 2 345 mm
- Longueur : 2 980 mm
- Largeur : 1 660 mm
- Hauteur : 1 430 mm
- Constructeur du moteur : HUAIHAI ENGINE COMPANY - 102 Chengdong Road - Changzhi Shanxi 046012 - P.R. Chine
- Code moteur : DZ465MYG
- Principe : 4 cylindres en ligne 4 temps
- Cylindrée : 1 051 cm3
- Carburant : SP 95
- Puissance maximale : 14,5 kW à 3 000 tr/min
- Boîte de vitesses : manuelle à 5 rapports plus MA
- Rapport de boîte 1re vitesse : 16,9670
- Rapport de boîte 2e vitesse :  9,8210
- Rapport de boîte 3e vitesse :  6,3440
- Rapport de boîte 4e vitesse :  4,5910
- Rapport de boîte 5e vitesse :  3,7510
- Niveau sonore : 97/24/EC - 88 dB(A) à 2 250 tr/min
- Code national d'identification du type (CG id D.2.1) : LZD13N90P022
- Type carrosserie (CG id J.3) : QLOMP

## Entretien
La faible diffusion de ces engins de loisirs combinée à une utilisation tout-terrain souvent très « éprouvante » pour la mécanique, incitent très souvent leurs propriétaires à réaliser eux-mêmes toutes les opérations d'entretien et de réparation.
Il n'existe malheureusement pas à ce jour de revue technique et la documentation constructeur est très succincte...

## Modifications
Comme tout véhicule fabriqué en faible quantité et dont la législation n'impose pas de contrôle technique, les utilisateurs par le biais de forums spécialisés ont mis en commun leurs connaissances et expériences sur l'amélioration de l'engin.
Les avis d'utilisateurs mettent en avant la solidité du châssis et la fiabilité du moteur tout en signalant certaines faiblesses des suspensions et du faisceau électrique châssis...

### Suspensions
De type quatre roues indépendantes, la suspension est à double triangulation.
Les raccordements des triangles, aussi bien au châssis qu'aux porte-fusées, sont réalisés par des liaisons rotulées.
Ce type de montage très performant sur le papier, entraîne en tout-terrain des problèmes ardus de lubrification et d'étanchéité...

### Circuit électrique
Le circuit électrique peut se décomposer en trois "sous"-circuits : 

- un circuit moteur qui réalise les connexions entre le calculateur de gestion moteur et les différents capteurs et actionneurs implantés ;
- le circuit châssis nécessaire à la gestion de contrôle du moteur et des différents éclairages et autres équipements électriques de l'engin (éclairage, appareillage, signalisation, démarreur...) ;
- enfin, un circuit destiné à la gestion des deux ventilateurs du radiateur de refroidissement moteur.